# Eduard Janota
Eduard Janota (ur. 13 marca 1952 w Opawie, zm. 20 maja 2011 w Radovesicach) – czeski ekonomista i urzędnik państwowy, wiceminister, a w latach 2009–2010 minister finansów.

## Życiorys
Ukończył studia w wyższej szkole ekonomicznej VŠE w Pradze (1975); w 1979 został na tej uczelni absolwentem studiów podyplomowych z zakresu ubezpieczeń i bankowości. W drugiej połowie lat 70. pracował w państwowej izbie ubezpieczeń. Od 1979 był urzędnikiem departamentu budżetu państwa czeskiego ministerstwa finansów. Pełnił funkcję zastępcy dyrektora departamentu (1990–1992) i dyrektora tej jednostki (1992–1999). W 1999 powołany na stanowisko wiceministra finansów, w 2001 awansowany na pierwszego wiceministra finansów. Funkcję tę pełnił do 2006 i ponownie w latach 2007–2009.
Od maja 2009 do lipca 2010 sprawował urząd ministra finansów w technicznym gabinecie Jana Fischera. Po odejściu z rządu został wiceprzewodniczącym rady nadzorczej przedsiębiorstwa energetycznego ČEZ. Zmarł na zawał mięśnia sercowego, którego doznał podczas gry w tenisa.

## Odznaczenia
W 2015 został pośmiertnie odznaczony Medalem Za Zasługi I stopnia.